# Jewgeni Konstantinowitsch Scharonow
Jewgeni Konstantinowitsch Scharonow (russisch Евгений Константинович Шаронов; * 11. Dezember 1958 in Dserschinsk) ist ein ehemaliger sowjetischer Wasserballspieler. Bei Olympischen Spielen gewann er eine Goldmedaille und zwei Bronzemedaillen. Außerdem siegte er mit der sowjetischen Nationalmannschaft einmal bei der Weltmeisterschaft und dreimal bei Europameisterschaften.

## Sportliche Karriere
Scharonows Karriere begann 1972 mit der Teilnahme an der Kinder- und Jugendspartakiade. Zwei Jahre spielte er in der sowjetischen Juniorenauswahl, 1979 debütierte er in der A-Nationalmannschaft. Bei den Olympischen Spielen 1980 in Moskau war er bereits Stammtorwart der sowjetischen Mannschaft. In der Finalrunde warfen die sowjetischen Spieler genauso viel Tore wie die Olympiazweiten aus Jugoslawien, kassierten aber elf Tore weniger und gewannen damit Gold.
Bei der Europameisterschaft 1981 in Split gewann die deutsche Mannschaft vor der Mannschaft aus der Sowjetunion und den Ungarn. Im Jahr darauf bei der Weltmeisterschaft 1982 in Guayaquil gewann das sowjetische Team vor den Ungarn und den Deutschen. Scharonow wurde als bester Spieler des Turniers ausgezeichnet. 1983 siegte die sowjetische Mannschaft bei der Europameisterschaft in Rom. 1984 durften die sowjetischen Sportler wegen des Olympiaboykotts nicht an den Olympischen Spielen in Los Angeles teilnehmen, die sowjetischen Wasserballer als amtierende Olympiasieger, Welt- und Europameister wären zumindest Mitfavorit gewesen.
Bei den Europameisterschaften 1985 in Sofia und 1987 in Straßburg siegten die sowjetischen Wasserballer jeweils vor den Jugoslawen, bei der Weltmeisterschaft 1986 in Mailand siegten die Jugoslawen vor den italienischen Gastgebern, die sowjetische Mannschaft erhielt die Bronzemedaille. 1987 wurde Scharonow vom Fachmagazin Swimming-World als Wasserballer des Jahres geehrt. Bei den Olympischen Spielen 1988 in Seoul belegte die sowjetische Mannschaft in der Vorrunde den zweiten Platz hinter der deutschen Mannschaft, wobei die sowjetische Mannschaft den zweiten Platz nur wegen des besseren Torverhältnisses gegenüber den Italienern erreichte. Nach einer Halbfinalniederlage gegen die Mannschaft aus den Vereinigten Staaten gewannen die sowjetischen Spieler das Match um Bronze gegen die Deutschen.
Vier Jahre später trat Scharonow bei den Olympischen Spielen in Barcelona als Torwart der Mannschaft der Gemeinschaft Unabhängiger Staaten an und gewann die Bronzemedaille hinter den Spaniern und Italienern. Scharonow kam in Barcelona nur noch in vier Spielen zum Einsatz, im Halbfinale und im Spiel um Bronze hütete Alexander Tchigir das Tor.
Nach dem Ende seiner aktiven Karriere war Jewgeni Scharonow unter anderem Vizepräsident des russischen Wasserballverbandes und saß im technischen Komitee des Weltverbands FINA. 2003 wurde Jewgeni Scharonow in die International Swimming Hall of Fame aufgenommen.